# Blackpool Falcons
I Blackpool Falcons sono stati una squadra di football americano di Blackpool, in Gran Bretagna. Fondati nel 1984 come Fylde Falcons, si sono spostati a Blackpool nel 1991 e hanno chiuso l'anno successivo

## Dettaglio stagioni

### Tornei

#### Tornei nazionali

##### Campionato

###### Tabella 1984/Budweiser League National Division
| Stagione | regular season | regular season | regular season | regular season | regular season | regular season | playoff | playoff | playoff | playoff | playoff | playoff          | playoff       |
|          | Vin            | Par            | Per            | Tot            | PF             | PS             | Vin     | Per     | Tot     | PF      | PS      | risultato        | avversaria    |
| -------- | -------------- | -------------- | -------------- | -------------- | -------------- | -------------- | ------- | ------- | ------- | ------- | ------- | ---------------- | ------------- |
| 1984     | 0              | 0              | 3              | 3              | 18+?           | 98+?           | -       | -       | -       | -       | -       | -                | -             |
| 1987     | 6              | 0              | 4              | 10             | 342            | 205            | 0       | 1       | 1       | 0       | 41      | Quarti di finale | London Ravens |
| Totale   | 6              | 0              | 7              | 13             | 360+?          | 303+?          | 0       | 1       | 1       | 0       | 41      |                  |               |

Fonti: Enciclopedia del Football - A cura di Roberto Mezzetti

### Riepilogo fasi finali disputate
| Anno           | Luogo                | Evento                             | Fase del torneo  | Incontro                      | Risultato |
| 16 agosto 1987 | Richmond upon Thames | Budweiser League National Division | Quarti di finale | London Ravens - Fylde Falcons | 41 - 0    |